# ژان هرویال
ژان هرویال (انگلیسی: Jeanne Herviale; ۲۴ دسامبر ۱۹۰۸ – ۲۹ نوامبر ۱۹۸۹) بازیگر اهل فرانسه بود.
از فیلم‌ها یا برنامه‌های تلویزیونی که وی در آن نقش داشته‌است می‌توان به السن خلافکار رفته‌است، ویولت نوزیر، درود بر مریم مقدس و آرماگدون اشاره کرد.